# Carl-Sagan-Medaille
Die Carl-Sagan-Medaille (auch: Carl Sagan Medal for Excellence in Public Communication in Planetary Science) wird seit 1998 von der Division for Planetary Sciences (DPS) der American Astronomical Society (AAS) für herausragende Wissenschaftskommunikation auf dem Gebiet der Planetologie vergeben. Sie ist nach dem US-amerikanischen Astronomen und Astrophysiker Carl Sagan (1934–1996) benannt. Neben der Medaille erhält der Preisträger einen Geldpreis.

## Preisträger
- 1998: William K. Hartmann
- 1999: Clark R. Chapman
- 2000: Larry A. Lebofsky
- 2001: Andre Brahic
- 2002: Heidi B. Hammel
- 2003: keine Vergabe
- 2004: David Morrison
- 2005: Rosaly Lopes
- 2006: David H. Grinspoon
- 2007: keine Vergabe
- 2008: G. Jeffrey Taylor
- 2009: Steven W. Squyres
- 2010: Carolyn C. Porco
- 2011: James Bell
- 2012: Patrick Michel
- 2013: Donald K. Yeomans
- 2014: Guy Consolmagno
- 2015: Dan Durda
- 2016: Yong-Chun Zheng
- 2017: Henry Throop
- 2017: Megan Schwamb
- 2018: Bonnie J. Buratti
- 2019: Carrie Nugent
- 2020: Ray Jayawardhana
- 2021: Adam Frank
- 2021: Nicolle Zellner
- 2022: Caleb Scharf
- 2023: Tracy Becker
- 2024: Jamie Molaro
- 2025: Lisa Kaltenegger[2]